# Bara (grupa etniczna)
Bara, Ibara – malgaska grupa etniczna żyjąca w południowej części centralnych płaskowyżów Madagaskaru, w Prowincji Toliara, skoncentrowani są wokół swej historycznej stolicy w Ihosy. Bara są największą grupą etniczną wypasającą na wyspie zebu, wiodą tradycyjnie półkoczowniczy tryb życia, aczkolwiek wzrastający odsetek zajmuje się rolnictwem. Społeczeństwo Bara jest wysoce patriarchalne, a małżeństwa wśród pewnych plemion Bara mają charakter endogamiczny i poligamiczny. Młodzi mężczyźni dokonują kradzieży bydła, by dowieść swej męskości przed zawarciem małżeństwa. Muzyczne i teatralne tradycje kilakaly, typowe dla tego ludu, rozpowszechniły się na całej wyspie.
Historycznie Bara byli zorganizowani w liczne stowarzyszone królestwa rządzone przez możnych z linii Zafimanely. Bara zostali w dużej mierze zjednoczeni pod władzą jednego króla u schyłku XVIII wieku, by potem ponownie rozpaść się na konkurujące ze sobą państewka. W XIX wieku Bara urośli w siłę przez uczestnictwo w handlu niewolnikami i handel bydłem, pomimo politycznego rozdrobnienia. Siła ekonomiczna umożliwiła Bara zachować niepodległość w obliczu ekspansji Królestwa Merina i opierać się francuskim kolonizatorom przez blisko dekadę, do 1896 roku Andre Resampa, wpływowy polityk w dobie odzyskiwania przez Madagaskar niepodległości w 1960 r., pochodził z ludu Bara. Liczebność Bara szacowana jest różnie według różnych badaczy – od 520 do 926 tys.

## Tożsamość etniczna
Nazwa Bara ma źródłosłów w językach bantu i oznacza „ci z interioru”. Wraz z Sakalava, są jedną z dwóch malgaskich grup etnicznych pochodzenia wyłącznie Bantu. Żyją głównie w południowej części centralnych płaskowyżów wyspy, w prowincji Toliara, głównie w regionie Ihosy-Betroka. 12 tys. osób pochodzenia Bara żyje również na wyspie Reunion.

## Historia
Historia Bara rozpoczyna się nad brzegami rzeki Ihosy, w regionie Arindrano na południowo-zachodnim Madagaskarze, niedaleko Toliary. Wiedza na temat początków formowania się tożsamości Bara jest skąpa, poza tym że zbiega się z formowaniem się dynastii Maroserana, wywodzącej się z ludu Sakalava. Pewni możni ludu Bara również wywodzili się z tej dynastii. Zapewne we wczesnym etapie kształtowania się systemu królewskiego, zasady sukcesji nie istniały, bądź były słabe. Około 1640 r. możni z ludu Mahafaly podbili Bara i ustanowili nad tym ludem władzę rodu Zafimanely. Niektórzy członkowie podbitego ludu sprzeciwiali się obcej władzy i wyemigrowali na inne obszary. Potęga Zafimanely stała się bardziej ugruntowana po śmierci możnego z Mahafaly w 1653 roku, jednak wśród przybyszów rozgorzały walki o władzę około 1860 roku, co znacznie zakłóciło życie na terytorium Ibara. Głównym czynnikiem powodującym takie niepokoje był brak systemu trybutów, co doprowadziło arystokratów Zafimanely do zaangażowania się w rajdy w celu kradzieży bydła i nakładanie kosztownych grzywien na łamiących prawo, co rodziło zewnętrzne i wewnętrzne napięcia.
Około 1800 roku król Raikitroka z rodu Zafimanely w znaczącym stopniu złagodził te napięcia i zaprowadził rządy cechujące się względnym spokojem. Po śmierci władcy rządząca linia rozpadła się na liczne królestwa i księstwa. Do 1895 roku Bara zorganizowani byli w co najmniej trzy większe królestwa, dwa średniej wielkości i 24 pomniejsze. Rozdrobnienie to nie było powiązane z sytuacją ekonomiczna – Bara wzrastali w siłę dzięki międzynarodowemu handlowi i napadom na Merina. Rozbicie związane było raczej z radialnym rozmieszczeniem populacji Bara na stosunkowo słabo zaludnionych równinach na zachodzie i południu oraz rosnąca odległość rozproszonej populacji od tradycyjnego centrum ludu Bara. Wprawdzie królowa Ranavalona I z sukcesem założyła bazę wojskową w Ihosy, jednak Królestwu Imerina nigdy nie udało się z pełnym sukcesem podporządkować ludu Bara. Działając z bazy w Ihosy, garnizon Merinów próbował wywrzeć pewien wpływ na Bara, zapewniając silniejszym z ich królów wsparcie przeciwko ich konkurentom, starając się o utrzymywanie sojuszy z przywódcami, którzy mogli sprawować kontrolę nad ziemiami, na których nie mieli wpływów Merina. Pomimo rozproszonego charakteru władztwa Bara, w końcu XIX wieku konstelacja możnych znalazła się w jednym szeregu z takimi malgaskimi potęgami, jak Sakalava i Merina.
Królestwo Zafimanely zostało zniesione po zamienieniu Madagaskaru we francuską kolonię w 1896 roku. Ramieba, król jednego z najbardziej wpływowych królestw Bara, został aresztowany przez Francuzów za dowodzenie oddziałami swego ludu biorącymi udział w antyfrancuskiej rebelii Menalamba w 1897 roku. Spowodowało to pogorszenie wizerunku Francuzów w oczach Bara, gdyż europejscy przybysze mieli szansę stworzenia wizerunku wyzwolicieli spod władzy Merina, wobec których ludność Bara miała znaczną urazę. Po zdobyciu Madagaskaru, Francuzi próbowali z wielkimi trudnościami narzucić Bara administrację na ich terytoriach, ludność Bara wszczynała powstania w okresie od lipca 1897 do powszechnego powstania na południu w latach 1904–1905.
Andre Resampa, polityk narodowości Bara, odegrał wiodąca rolę w tworzeniu Socjal-Demokratycznej Partii Madagaskaru (PSD), w okresie dochodzenia do niepodległości w 1960 roku. Gdy figurant Philibert Tsiranana został prezydentem kraju z ramienia PSD w maju 1959 roku, Resampa został sekretarzem generalnym partii. Polityk stał na czele inicjatywy wskrzeszenia tradycyjnego lokalnego rządu, fokonolona i podjął próbę zwiększenia liczby członków partii.

## Organizacja społeczna
Społeczność Bara złożona jest z licznych luźno stowarzyszonych grup opartych na pochodzeniu od wspólnych przodków. Grupy zaś gromadziły się w pięć głównych plemion, z których trzy najpotężniejsze to Bara-Be, Bara-Imamono i Bara-Ianstsantsa, żyjące obok mniejszych plemion Vinda i Antivondro. Bara są najważniejszą i najliczniejszą na Madagaskarze grupą etniczną prowadzącą pół-koczowniczy tryb życia, na który składa się poganianie zebu. Ich stolicą jest Ihosy. Życie społeczności zorganizowane było tradycyjnie zgodnie ze sztywnymi regułami oraz normami, lecz straciły one na surowości od wczesnych lat XX wieku, gdy wzrost demograficzny wymusił emigrację i rozproszenie się Bara poza ojczyste siedziby. Podobnie jak w innych miejscach Madagaskaru, społeczeństwo Bara historycznie dzieliło się na trzy klasy: arystokrację, gmin oraz niewolników.
Społeczność charakteryzowała się silnym patriarchalizmem, powszechna była poligamia, pewne grupy Bara praktykowały również endogamię. Męska głowa rodziny często wykonywała podwójną rolę jako jej duchowy zwierzchnik. Tradycyjnie prawa dziedziczenia zdecydowanie faworyzowały mężczyzn, córki mogły dziedziczyć jedynie dobytek ruchomy. Role płciowe były silnie zdefiniowane. Mężczyźni przygotowywali glebę do uprawy ryżu, nabywali żywność, bądź polowali, a także zbierali drewno na opał, budowali domostwa i meble oraz uczestniczyli w debatach i dyskusjach dotyczących publicznych spraw. Rolą kobiet było natomiast zbieranie plonów na sprzedaż i spożycie w gronie rodziny, pieliły także pola, dokonywały żniw, przerabiały ryż, gromadziły wodę, rozpalały ogień w domowym palenisku, przyrządzały posiłki oraz tkały. Nie dalej niż w końcu XIX wieku kobietom nie wolno było jeść, dopóki mężczyzna nie skończył posiłku, nie mogły również patrzeć na mężczyzn, gdy się posilali. W czasie porodu zazwyczaj zasięgano porad wiejskich jasnowidzów ombiasy, którzy ustalali, czy dziecko czeka pomyślny, czy niepomyślny los. Jeśli jasnowidz stwierdził to drugie, odprawiano egzorcyzm, w którym spuszczano niemowlę rynną do akwenu, z którego matka miała go wyjąć. Jeśli uznawano, że zły los jest zbyt silny do przezwyciężenia przez egzorcyzm, noworodka zostawiano na mrowisku, gdzie ginęło.

### Przynależność religijna
Pewni członkowie ludu Bara są chrześcijanami, większość zaś zachowała swoje tradycyjne wierzenia. Tradycyjnie uznawane są za święte drzewa tamaryndowca i sadzi się je w pobliżu wiosek Bara, których mieszkańcy składają w ofierze tkane maty, pukle włosów, muszle i inne przedmioty. Czynią tak w czasie modlitwy lub po spełnieniu swej prośby. Rodzime drzewo bontona również uchodziło za święte. Wieśniacy zawiązywali na ich gałęziach życzenia w czasie modłów. Każda wieś posiadała również hazomanga, drewniany filar uznawany za najbardziej uświęcone miejsce kultu, służące jako ołtarz do grupowych modłów i ofiar. Filar miał zwykle wysokość 20 do 30 stóp oraz torebkę zawierającą święte zioła, piasek i zrębki drzewne zawieszane od góry. Mężczyźni Bara tradycyjnie przeprowadzają ceremonie powiązane z kultem przodków, zaś kobiety zajmują się uroczystościami związanymi z urodzajnością i siłami natury. Wyjątkiem jest czas porodu, gdy matka jest izolowana przez okres czterech dni, mężczyźni czuwają nad procesem narodzin i sprawują związane z nim ceremonie.

## Kultura
Porozumienia formalizowano tradycyjnie przez pakt krwi (fatidra). Bara żyją w prostokątnych glinianych domach malowanych na kolor czerwony z użyciem gleby o dużej zawartości żelaza. Zimą przestrzeń poniżej okapu używana jest do rozwieszania i suszenia na słońcu kukurydzy, którą składowano, sprzedawano, bądź sadzano w kolejnym roku.
Okazywanie odwagi stanowi fundament męskości w kulturze Bara. W przeszłości od królów wymagano, aby przewodzili natarciu w walce, stawiając siebie w obliczu zagrożenia w pierwszej kolejności. Inni zaś nie mogli przyjść władcy z pomocą, dopóki nie zostałby ranny, lub wyczerpany. Pędzenie bydła to główna cecha kultury Bara. Tradycyjnie odbywają się ceremonie przejścia, w których młodzi mężczyźni udowodniają swą wartość i odwagę dla rodziny potencjalnej żony oraz większej społeczności. Praktyka ta obecnie prawnie zakazana, lecz pozostaje powszechna w południowo-zachodniej i południowo-centralnych części terytoriów Bara. Młodzi mężczyźni nie mogą ożenić się, dopóki najpierw nie powiedzie im się kradzież przynajmniej jednej lub dwóch sztuk bydła w napadzie. W XXI wieku, złodzieje bydła (dahalo) są coraz częściej uzbrojonymi bandytami kradnącymi bydło raczej dla bogactwa, aniżeli społecznego prestiżu. Zapasy z zebu są praktykowanym wśród Bara sportem. Obejmuje on umieszczenie bydła w zagrodzie znajdującej się na arenie i smaganie go batem w celu sfrustrowania. Gdy zebu jest wściekłe, gracze zakradają się za nimi i wskakują na ich garby, próbując „jechać” na nich, próbując unikać obrażeń tak długo, jak to możliwe. Uznawane jest to za rytuał przejścia dla młodych chłopców.
Bara mają bogatą tradycję ustnych opowiadań. Ich mity i opowieści wyróżniają się surowym i oszczędnym użyciem języka. Stosunkowo prosta struktura i symbolizm przeważający w gawędziarstwie Bara, bywa wykorzystywany przez językoznawców i antropologów jako punkt wyjścia do analizy ewolucji i odmian tradycji ustnych opowieści na wyspie. Tradycje taneczne i rzeźby Bara są znane na całym Madagaskarze. Drewniane rzeźby wykonywane przez Bara odróżniają się posiadaniem długich rzęs, wykonywanych z prawdziwych włosów.
Tradycyjnie, kobiety Bara tkały lokalną bawełnę dla siebie i członków swych rodzin. Bawełnę starannie dobiera się, odziarnia i tka przy użyciu wrzecion z osadzonymi wysoko przęślikami. Przed tkaniem nieprzetworzona przędza bawełniana zazwyczaj jest zanurzana w zmiękczającym roztworze, zaś przed zmiękczaniem przędza zwana jest fole velo („żyjąca przędza”). Łączy się to z wiarą, iż jest ona wówczas przepełniona magicznymi siłami. Wiejscy czarownicy, ombiasy, mogą zawiązywać te włókna wokół nadgarstka dla ochrony, bądź zawijać wokół ciał uczestniczących w ceremonii obrzezania. Mniej powszechne odzież wykonywano z jedwabiu (landy) wytwarzanego przez lokalne jedwabniki karmione liśćmi rodzimego drzewa tapia rosnącego w okolicy Isalo. Choć ten jedwab jest bardziej szorstki i nierówny, niż ten wytwarzany przez ludy Merina lub Betsileo, to jest on najbardziej ceniony na wyspie z powodu swej wytrzymałości.